# Tofol

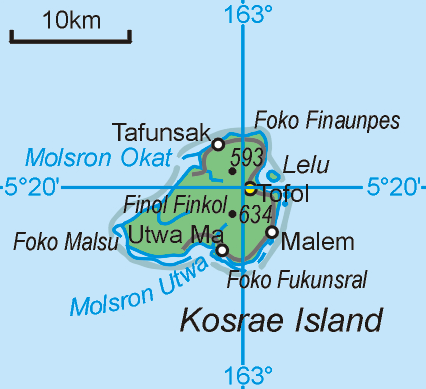
Mapa del Estado de Kosrae.

La aldea de Tofol en el municipio de Lelu es la capital del estado de Kosrae en Estados Federados de Micronesia, de acuerdo con las disposiciones del Código Estatal de Kosrae, Título 2, Capítulo 2. Es el punto más oriental de Micronesia.

## Ubicación
Tofol se encuentra en el  municipio de Lelu, ubicado casi directamente al suroeste de isla Lelu.

## Educación
El Departamento de Educación del Estado de Kosrae opera escuelas públicas:
- Kosrae High School[1]